# Вядо
Деревня Вядо находилась на берегу Бобровичского озера, Ивацевичский район Брестской области, Республика Беларусь. Уничтожена 15 сентября 1942 г. фашистами в ходе карательной операции «болотная лихорадка» вместе со всеми жителями. Деревня была сожжена, жители расстреляны. Из 217 человек доподлинно известно об одном выжившем, Пашкевич Иван Николаевич (1927—1986), житель деревни Вядо, во время трагедии пас скот неподалёку от населённого пункта, и поэтому остался жив. Все его родные были убиты карателями. После трагедии, до момента воссоединения с красной армией в июле 1944 г. И. Н. Пашкевич был юным партизаном отряда имени А. Ф. Баруцкого партизанской бригады имени В. В. Куйбышева, действовавшей в Пинской области. После войны служил в Советской армии. В 1945г награждён медалью «За победу над германией» и в 1985 г. орденом Отечественной войны ІІ степени.
Сейчас на месте деревни настоящая песчаная пустыня, ничего не растет.
В память о невинных жертвах Бычковский Вениамин Николаевич построил храм «Праскевы пятницы в память о невинно убиенных жителях деревень Бобровичи, Вядо, Тупичицы, Красница». В храме есть мемориальная доска со списком погибших этих четырёх деревень. Об этом снят фильм «Вядо. Лучезарный ангел».
Деревня увековечена в мемориальном комплексе «Хатынь».